# Grand Lake
|  | No s'ha de confondre amb Grand Lake Towne. |

Grand Lake és una població del Comtat de Grand a l'estat de Colorado (Estats Units d'Amèrica).

## Demografia
Segons el cens del Grand Lake 2000 tenia 447 habitants, 219 habitatges, i 121 famílies. La densitat de població era de 181,7 habitants per km².
Dels 219 habitatges en un 21% hi vivien nens de menys de 18 anys, en un 46,6% hi vivien parelles casades, en un 3,2% dones solteres, i en un 44,7% no eren unitats familiars. En el 35,2% dels habitatges hi vivien persones soles el 5,5% de les quals corresponia a persones de 65 anys o més que vivien soles. El nombre mitjà de persones vivint en cada habitatge era de 2,02 i el nombre mitjà de persones que vivien en cada família era de 2,6.
Per edats la població es repartia de la següent manera: un 16,8% tenia menys de 18 anys, un 6,3% entre 18 i 24, un 29,3% entre 25 i 44, un 35,6% de 45 a 60 i un 12,1% 65 anys o més.
L'edat mediana era de 44 anys. Per cada 100 dones de 18 o més anys hi havia 122,8 homes.
La renda mediana per habitatge era de 45.096 $ i la renda mediana per família de 55.750 $. Els homes tenien una renda mediana de 30.833 $ mentre que les dones 26.250 $. La renda per capita de la població era de 34.676 $. Entorn del 3% de les famílies i el 7% de la població estaven per davall del llindar de pobresa.

## Poblacions properes
El següent diagrama mostra les poblacions més properes.